# Sabine de Mardt
Sabine de Mardt (bis 2008 Sabine Müller) ist eine deutsche Filmproduzentin. Seit 2018 ist sie Geschäftsführerin der Gaumont GmbH.

## Leben
Sabine de Mardt studierte Publizistik und Germanistik an der Ruhr-Universität Bochum sowie der Universität Aix-Marseille. In den Anfängen ihrer beruflichen Laufbahn arbeitete sie als Kamerafrau und Aufnahmeleiterin, ab 1993 als Produktions- und später Herstellungsleiterin für Fernseh- und Kinofilme. Seit 2001 ist sie international als Produzentin tätig.
Von 2009 bis 2015 war de Mardt Geschäftsführerin der Eyeworks Film Gemini GmbH und Eyeworks Fiction Cologne GmbH. Von 2015 bis 2018 war sie Director Fiction und Film der Warner Bros ITVP GmbH sowie Geschäftsführerin der Cologne Film GmbH. Seit 1. Juli 2018 ist Sabine de Mardt Geschäftsführerin der neu gegründeten Gaumont GmbH, einer Tochtergesellschaft der französischen Gaumont S.A. Sie ist außerdem Gesellschafterin der Bildersturm Filmproduktion GmbH sowie Vorstand des Film und Medienverbandes NRW e. V. und Mitglied des Gesamtvorstandes der Produzentenallianz (Allianz Deutscher Produzenten – Film & Fernsehen). Sabine de Mardt ist Mitglied der Deutschen Filmakdadmie sowie der European Film Academy.

## Produktionen (Auswahl)

### Kino
- 2001: Marlene Dietrich: Her Own Song
- 2002: Boat Trip
- 2002: Investigating Sex
- 2003: Bookies
- 2008: Le Silence de Lorna
- 2009: Die Anwälte – Eine deutsche Geschichte
- 2012: Scherbenpark

### Fernsehen
- 1998–2018: Wilsberg (Fernsehreihe)
- 2009: Marie Brand und das mörderische Vergessen
- 2011: Scharfe Hunde (Serie)
- 2011: Neue Chance zum Glück
- 2012: Wir haben gar kein Auto
- 2012: Idiotentest
- 2012–2013: Die LottoKönige (Serie)
- 2013: Der große Schwindel
- 2013: Marie Brand und die offene Rechnung
- 2013: Marie Brand und die Engel des Todes
- 2013: Wir haben gar kein’ Trauschein
- 2014: Die Sache mit der Wahrheit
- 2014: Besondere Schwere der Schuld
- 2014: Marie Brand und das Mädchen im Ring
- 2014: Zwei mitten im Leben
- 2014–2018: Friesland (Fernsehreihe)
  - 2014: Mörderische Gezeiten
  - 2015: Familiengeheimnisse
  - 2016: Klootschießen
  - 2017: Irrfeuer
  - 2017: Krabbenkrieg
  - 2018: Der Blaue Jan
  - 2018:  Schmutzige Deals
- 2015: Die Mockridges – Eine Knallerfamilie (Serie)
- 2015: Die Kuhflüsterin (Serie)
- 2015: Marie Brand und der schöne Schein
- 2015: Marie Brand und das Erbe der Olga Lenau
- 2017: Frau Temme sucht das Glück (Serie)
- 2017: You are wanted (Serie, Amazon Streaming)[10][11]
- 2017: Lobbyistin (Serie)[12]
- 2018: Maria Wern, Kripo Gotland (Serie)[13]
- 2018: Beste Schwestern (Serie)[14]
- 2019: Julia Durant ermittelt – Kaltes Blut (Fernsehreihe)
- 2019: Julia Durant ermittelt – Mörderische Tage (Fernsehreihe)
- 2020: 9 Tage Wach (Fernsehfilm)
- 2020–2022: Barbaren (Fernsehserie, 2 Staffeln)
- 2021: Klara Sonntag – Kleine Fische, große Fische (Fernsehreihe)
- 2021: Westwall (Fernsehserie)
- Seit 2021: Die Wespe (Fernsehserie)
- 2022: Klara Sonntag – Liebe macht blind (Fernsehreihe)
- 2023: Nichts was uns passiert
- 2023: Klara Sonntag – Erste Liebe (Fernsehreihe)
- 2023: Deutsches Haus (Fernsehfünfteiler)
- 2023: Die zweite Welle (Fernsehsechsteiler)
- 2024: In Her Car
- 2024: Reset – Wie weit willst du gehen?